# 名古屋市鶴舞中央図書館

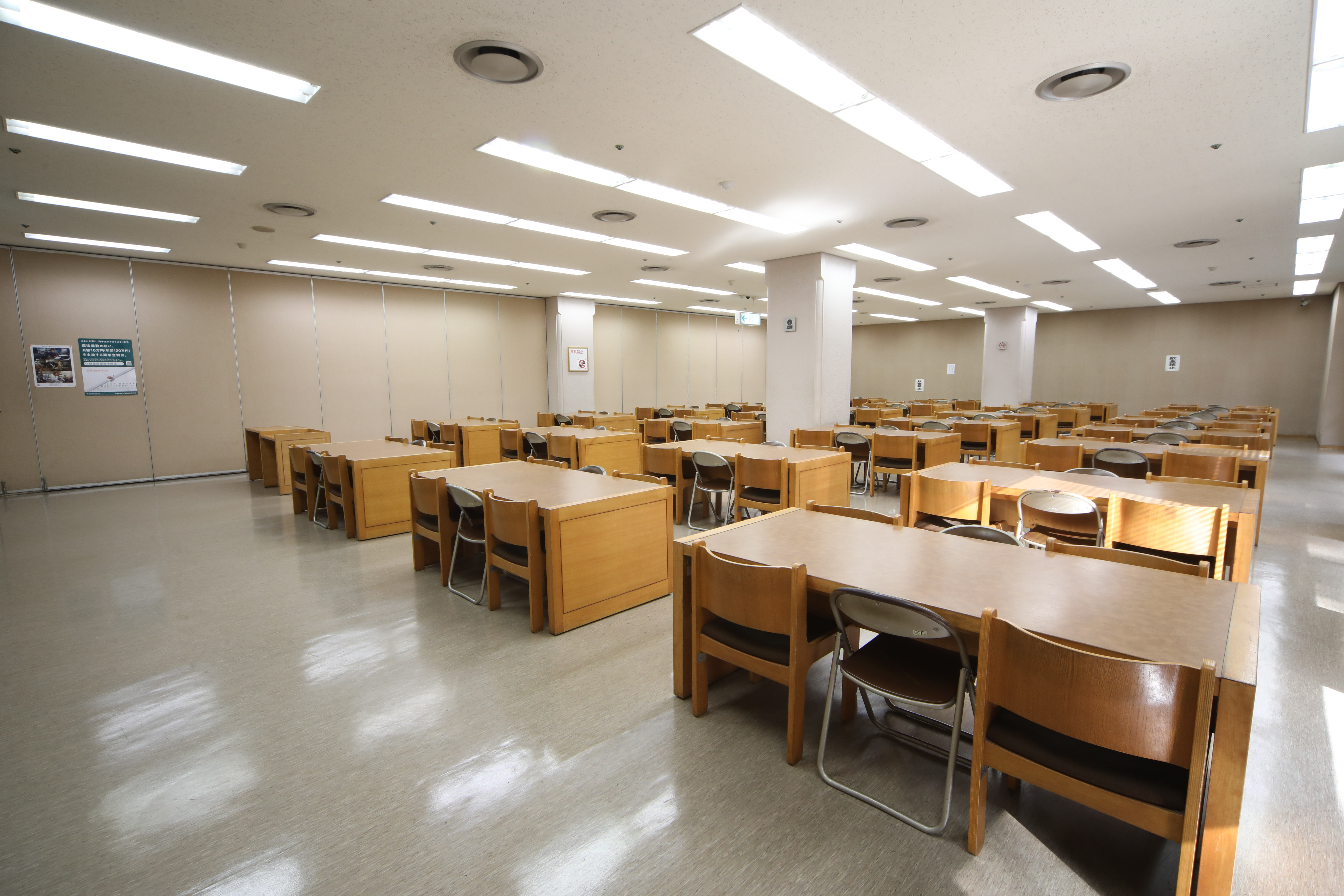
地下2階にある読書室1の室内。読書室2も広さはほぼ同じ。

名古屋市鶴舞中央図書館（なごやしつるまちゅうおうとしょかん）は、愛知県名古屋市昭和区鶴舞一丁目1番155号にある名古屋市立の公共図書館である。通称は「鶴舞図書館」など。

## 概要
名古屋市内に21館ある名古屋市立図書館の中央図書館機能を担う。1923年（大正12年）10月1日、大正天皇御大典奉祝記念事業として開館した市立名古屋図書館を前身とする。その前身は1913年（大正2年）に同じく鶴舞公園に開館した私立名古屋図書館である。1923年（大正12年）の市立名古屋図書館開館により私立名古屋図書館の蔵書はすべて寄贈され、その役割を終えた。なお、市立図書館創設時の職員の一部は私立名古屋図書館時代から継続的に勤務していた。
1984年（昭和59年）には建物を新築しており、第17回中部建築賞を受賞している。
名古屋市立図書館の中でもっとも歴史が古く、郷土資料などの収集を積極的に行っている。蔵書数は約131.6万冊（2016年（平成28年）現在）であり、全国でもトップクラスである。

## 歴史

### 私立名古屋図書館
私立名古屋図書館は名古屋市教育会により1913年（大正2年）1月11日、鶴舞公園竜ヶ池西畔に開館した私立図書館である。帝室林野局所有の建物を賃貸の上、改造し、図書および教育品が陳列された。この建物は、鶴舞公園で開催された第10回関西府県連合共進会において帝室林野管理局名古屋支庁が林野別館として閲覧に供したもので、共進会終了後も残されたものであった。教育会会員および一般市民にも公開された。館内には新聞縦覧所が設置され、扶桑新聞・東海新聞・名古屋新聞・新愛知・大阪毎日新聞・大阪朝日新聞・時事新報・国民新聞・報知新聞・中国新聞の地元紙および全国紙10紙が提供された。また、雑誌も14誌置かれていたという。1923年（大正12年）に大正天皇御大典奉祝記念事業として、公園の西側に位置する龍ヶ池西畔から東側に位置する鯱ヶ池畔に移転された。

### インスタント事典
1966年（昭和41年）4月11日から、参考係とCBCラジオのスタジオを中継して、市民に対してラジオを通じたレファレンスを提供する試みが「インスタント事典」と題した番組によってなされた。番組は同年9月に終了している。

### ピノキオ問題
1976年（昭和51年）11月、童話『ピノキオ』について市民団体が差別意識を植え付ける図書であるとの問題を提起した。それを受けて、児童室の当該図書の貸出を中止し、市内各図書館から回収することとした。翌年10月1日、『ピノキオ』について公開で検討することとなり、児童室に特設の「ピノキオコーナー」を設け、1年間様子を見ることとした。その結果、作品自体に表現上の問題があるとしても、それが障害者個人の人権を侵害するものであるとは言えず、資料提供を行わないことは図書館の責任を放棄することにつながりかねないとの判断を示した。さらに、1979年（昭和54年）12月、館長直属の諮問機関として「図書館の自由問題検討委員会」を設置することとなった。

### 沿革

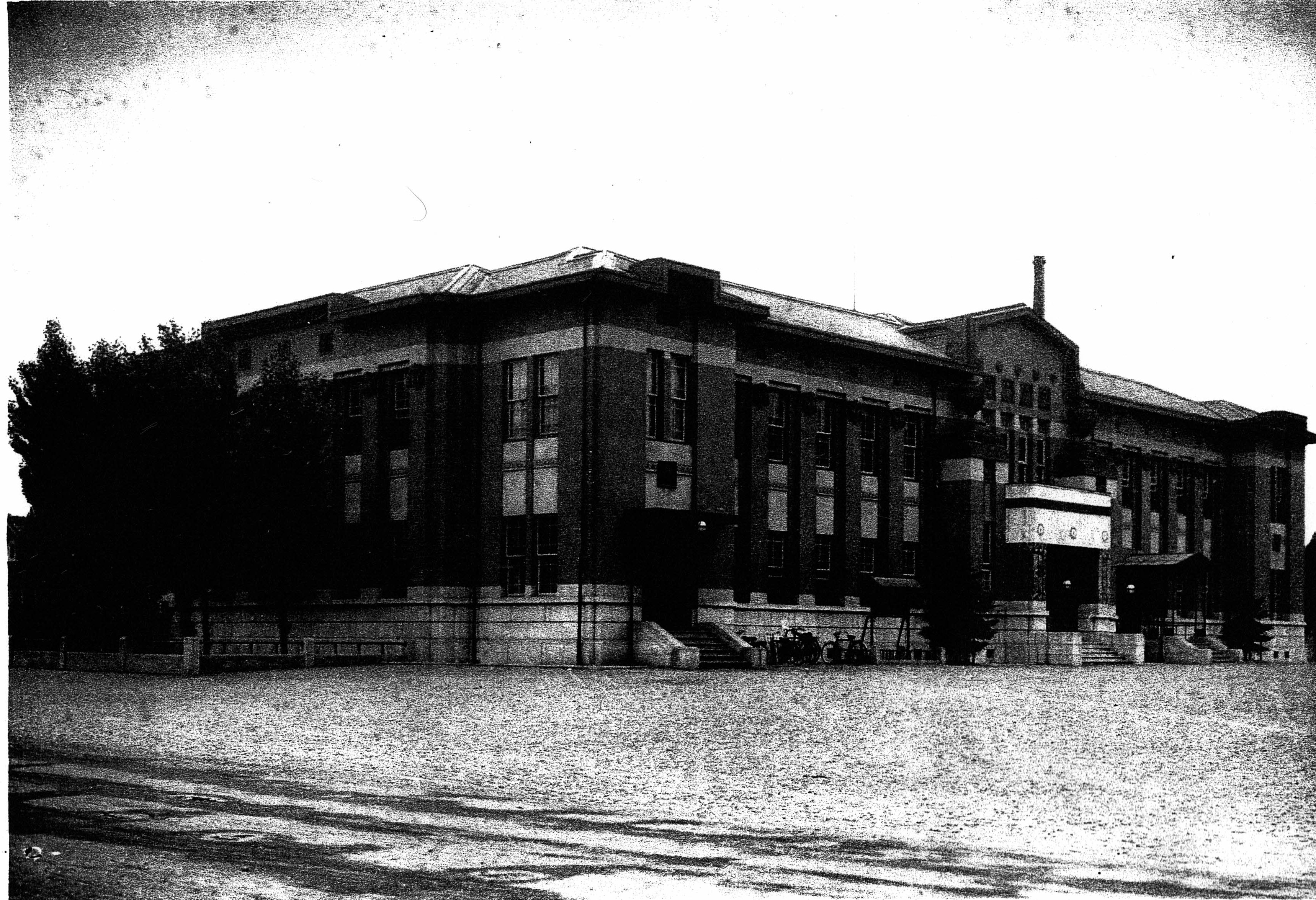
市立名古屋図書館（1928年（昭和3年）ごろ）

- 1923年（大正12年）10月1日 - 市立名古屋図書館として鶴舞公園に開館する[WEB 3]。初代館長は阪谷俊作[WEB 6]。
- 1945年（昭和20年）3月19日 - 戦災により焼失する[WEB 3]。
- 1952年（昭和27年）
  - 8月1日 - 再建中（再開前）ではあったが、名称を名古屋市鶴舞図書館に改名する[WEB 3]。
  - 10月1日 - 再開する[WEB 3]。
- 1964年（昭和39年）4月1日 - 名称を名古屋市鶴舞中央図書館に改名する[WEB 3]。
- 1984年（昭和59年）4月6日 - 建屋を新築し、供用を開始する[WEB 3]。

## 施設概要
| 3階     | 書庫 |
| 2階     | 調査・研究のフロア 人文・社会科学／文学・語学・芸術／Books of Japan／南京交換資料／自然科学・工学・産業／郷土資料／新聞 |
| 1階     | 暮らしと教養のフロア 視聴覚資料／集会室／点字図書室／児童室／児童図書研究室                                             |
| 地下1階 | 読書室／飲食店／つるのめぐみ                                                                                            |

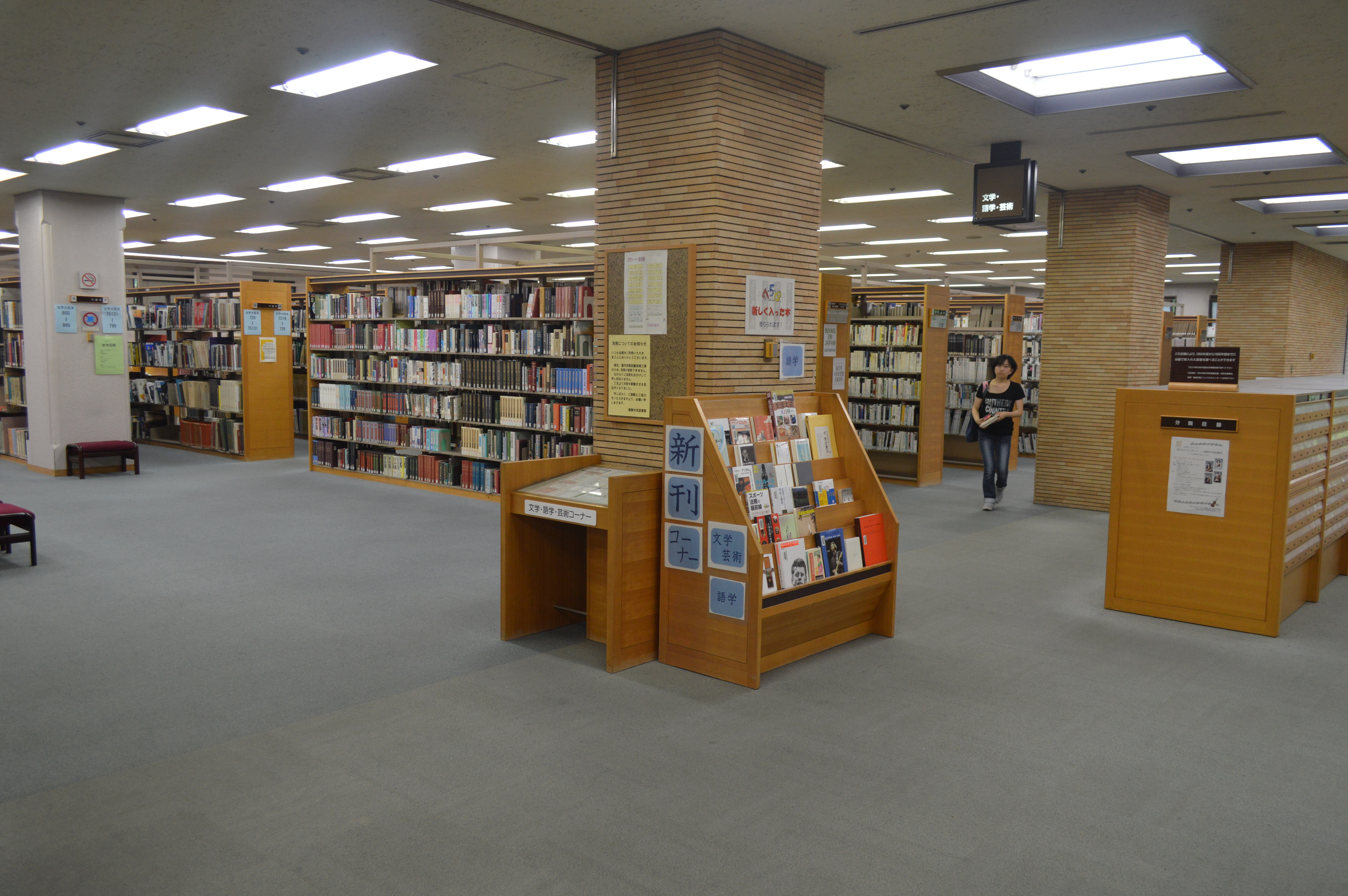
2階閲覧室

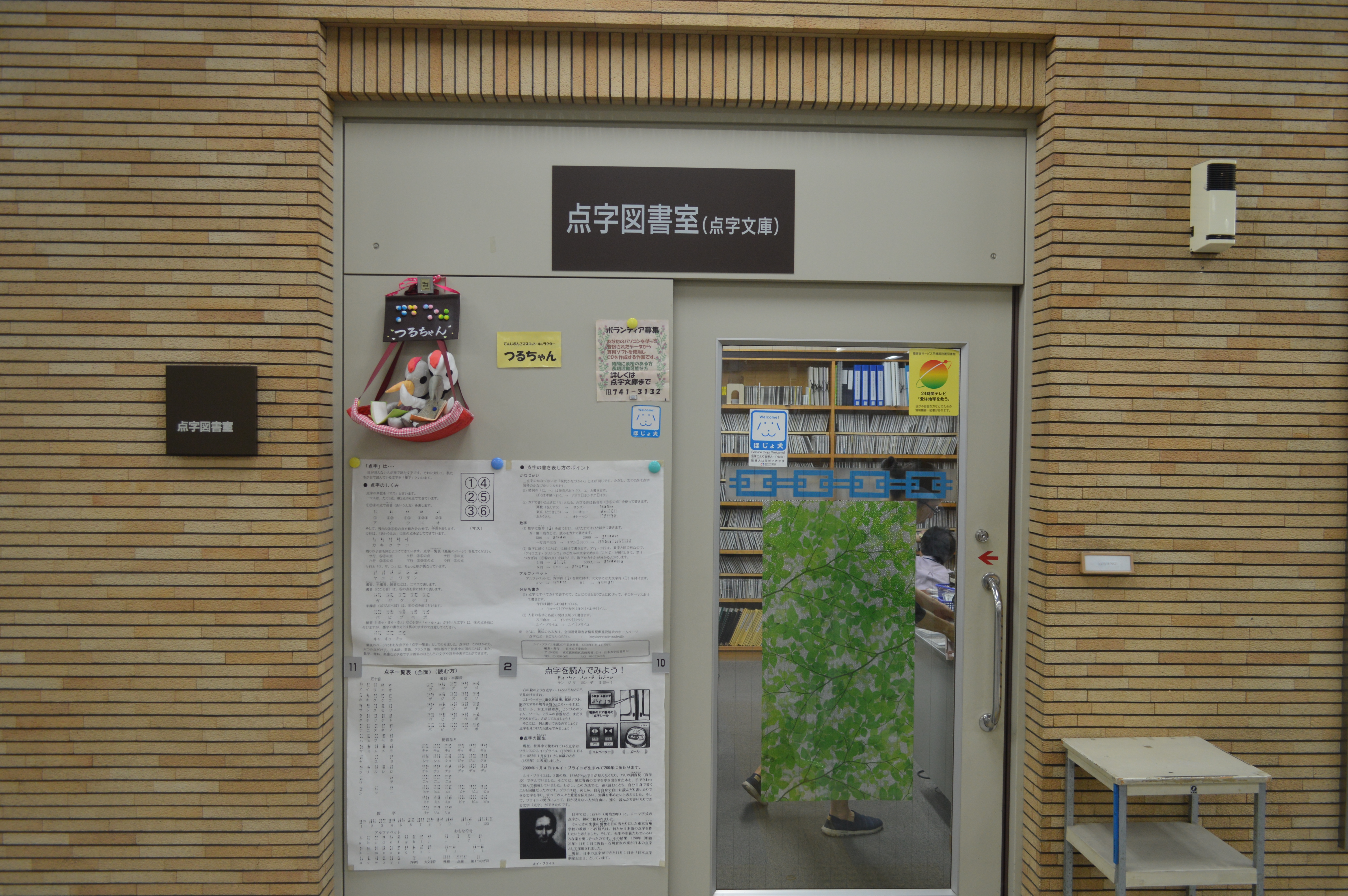
1階点字文庫

1階は、一般書と児童書フロア、2階は、専門書と郷土・地域資料フロア、3階以上は書庫となっている。
また、1階には点字文庫があり、約6,900件タイトルの点字図書、約8,500タイトルの録音図書を所蔵している。点字文庫の開館時間は午前9時30分から午後5時。
地下1階には2つの読書室があるほか、飲食店（スガキヤ鶴舞中央図書館店）がある。

### 読書室1・2
2018年（平成30年）4月1日、公益財団法人服部国際奨学財団が地下1階の読書室1及び2の命名権を取得し、「学習室 supported by 服部国際奨学財団」として運用している。名古屋市図書館の命名権取得事例としては初、契約期間は2021年（令和3年）3月31日までとなっている。命名権使用料は図書館利用者の利便性向上に供される。また同財団では読書室内に広報文書等を掲示する他、学習参考書等を寄贈し、学生の利用環境を整えている。

### つるのめぐみ

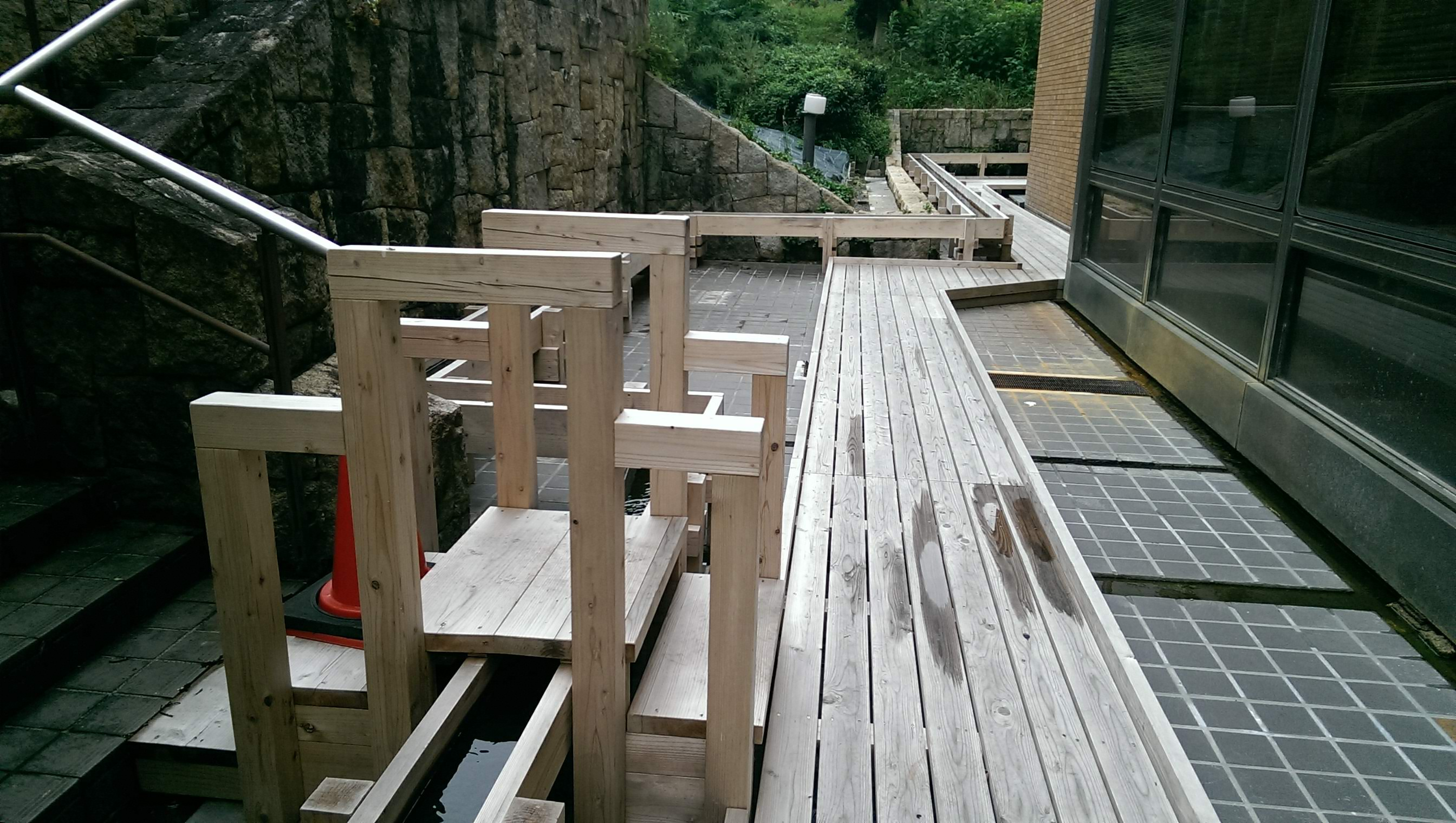
つるのめぐみ（2018年（平成30年）8月）

2018年（平成30年）3月23日に完成、公開された湧き水の展示施設。図書館のある鶴舞公園一帯は「大曽根層」と呼ばれる水を通しやすい地層で、図書館周辺に湧き水が点在する。市民に湧き水に親しみ水循環への理解を深めてもらおうと地下1階東側に設けた。通常は中庭柵越しに見学、イベントの際にデッキ部分を開放するという。湧出量は1日あたり650立方メートルにおよび、そのまま下水道に排出されているが、将来的には図書館近くを流れる新堀川まで専用管を敷設したうえで、河川浄化に利用する構想もある。

### 点字文庫
視覚障害者などの一般的な図書資料を利用できない利用者に向けて点字・録音図書の提供をはじめとした各種サービスを行っている施設。1929年（昭和4年）9月16日設置。公立図書館における全国初の視覚障害者向けの資料提供の例が、1月の鹿児島県立図書館盲人閲覧室であることを考えれば、かなり先進的な取り組みであった。1929年（昭和4年）の開設時には207点だった資料は、2016年（平成28年）3月時点で約1万点に増加している。主な所蔵資料は点字図書と録音図書で、録音図書はカセットテープ図書とデイジー図書がある。資料貸出も実施しているが、一般資料と異なり、愛知県在住の身体障害者手帳（視覚障害）所持者などに限られる。また、図書の点訳・録音は約150人のボランティアによって行われている。

### Books of Japan
1986年（昭和61年）設置。日本について書かれた外国語資料を集めたコーナー。市内およびその周辺部に在住する外国人の利用を想定している。

### 南京市金陵図書館資料交換コーナー
名古屋市と姉妹友好都市である南京市にある金陵図書館との間で1989年（平成元年）より行っている図書資料の交換により、贈られた中国語資料を配架するコーナー。資料交換は金陵図書館側から持ち掛けられたもので、平成3年度からは交換資料用の購入予算が予算化されている。

### 新聞切り抜き
2階の郷土資料コーナーの中にある。書棚2台に、「郷土地誌」「郷土文化」「中部圏・県・市」「郷土人」「各種文化施設」「図書館」「公害・環境関連」の7分野・約150キーワード・2000冊に及ぶスクラップが配架されている。元経済誌記者の千野信浩は、新聞の切り抜き資料を現在でも行っている数少ない図書館であると評価している。

### 特別集書
名古屋市史編纂資料
名古屋市史の編纂に際して蒐集された資料約4600冊が保管されている。
河村文庫
尾張藩士であった河村秀頴・河村秀根・河村益根の3代に渡って蒐集されてきた蔵書群。戦災により大部分を焼失したものの、約4000冊が残存する。
石河家文書
尾張藩家老を務めた石河家に伝わった文政年間から慶応年間にかけての日録63点。
植松本
国学者植松茂岳が蒐集した蔵書群7点79冊。
大河内存真関係資料
伊藤圭介の実兄にあたる大河内存真と存真の孫にあたる大河内和に関係する資料。書簡・漢詩類が271点、軸・書画類が14点。
久野文庫
久野保心の旧蔵書群631点・1829冊。
小塚家文書
名古屋の大庄屋であった小塚家に伝わった証文や書簡等330点。
佐藤文庫
佐藤牧山の旧蔵書群85点・875冊。
多賀コレクション
朝日新聞名古屋支局長を務め、日本短冊研究会を主宰した多賀博が寄贈した短冊のコレクション1188点。
武野新助文書
尾張藩士武野家初代武野新助信治から武野影信知兵衛までの3代に及ぶ知行地に関する資料5点。
千葉文庫
一関藩の和算学者であった千葉胤英の蔵書を中心とした和算関係の資料群152冊。
水野文庫
郷土史研究家であった水野録次郎の蒐集した絵草子コレクション398点・1,534冊。
水口屋文書
江戸時代名古屋の豪商であった水口屋小川傳兵衛家に伝わった文書類2,660点。
深山文庫
今関天彭が蒐集した明代から清代にかけての純漢籍を中心とした資料群305点・2,771冊。文庫名は寄贈者の号に由来する。
湯浅コレクション
郷土史研究家であった湯浅四郎の蒐集した郷土関係の書画・陶磁器等のコレクション745点。
鹿山文庫・三輪文庫
鈴木摠兵衛（鹿山と号した）の死後、水野復斎旧蔵書およびその維持資金が寄付されたものの、蔵書は戦災により焼失してしまったため、資金を利用して三輪経年の旧蔵書を購入することとなった。写本・版本260点により構成。
郷土和装本（旧分類6版別置本）
1964年（昭和39年）4月より前に受け入れた古典籍のうち、郷土関係を抜粋して構成したコレクション464点。
名古屋の絵葉書集
明治時代後半から昭和時代初期かけて発行された絵葉書のコレクション。一部は公式サイト上で電子化して公開している。
ドイツ人俘虜収容所図書室蔵書
第一次世界大戦時に名古屋市内に設置されていたドイツ人俘虜収容所内にあった図書室の旧蔵書が、その閉鎖時に寄付されたもの。前述の私立名古屋図書館を経て、引き継がれた。

## サービス

### 貸出
- 図書・雑誌：6冊まで、期間は2週間以内[WEB 12]。
- 視聴覚資料：3点まで、期間は2週間以内[WEB 12]。
- 紙芝居：3点まで、期間は2週間以内[WEB 12]。

### 開館時間・休館日
- 火曜日 - 金曜日：午前9時30分～午後8時[WEB 13]
- 土曜日：午前9時30分～午後7時[WEB 13]
- 日曜・祝日：午前9時30分～午後5時[WEB 13]
- 休館日：月曜日（祝日にあたる場合は開館し、次の平日に休館）、第3金曜日、年末年始（12月28日から1月4日）、館内整理日（例年12月に5日間程度）[WEB 13]

## 立地・交通アクセス
- 名古屋市営地下鉄鶴舞線 鶴舞駅下車、5番出口より南ヘ徒歩で約150m[WEB 14]。
- JR中央本線 鶴舞駅下車、公園口より南へ徒歩で約200m[WEB 14]。

### 文献
1. ↑  薬師院はるみ 2012, p. 28.
2. 1 2 3 4 5  名古屋市鶴舞中央図書館 1994, p. 4.
3. 1 2  昭和区制施行50周年記念事業委員会 1987, p. 200.
4. 1 2 3 4 5 6  名古屋市鶴舞中央図書館 1994, p. 35.
5. 1 2 3 4 5  名古屋市鶴舞中央図書館 1994, p. 42.
6. 1 2  名古屋市鶴舞中央図書館 1994, p. 49.
7. ↑  “奨学金で学生を支援　「公益財団法人　服部国際奨学財団」”. www.hattori-zaidan.or.jp. 2020年1月17日閲覧。
8. ↑  名古屋市鶴舞中央図書館 1994, p. 11.
9. ↑  名古屋市鶴舞中央図書館 1994, p. 52.
10. 1 2  千野信浩 2005, pp. 129–133.

### 新聞報道
1. ↑  佐々木香理 (2018年3月24日). “湧き水展示気持ちいい　鶴舞中央図書館「つるのめぐみ」完成”. 中日新聞朝刊 (中日新聞社):  p. 18
2. ↑  垣見洋樹 (2019年2月15日). “湧き水で新堀川浄化 名古屋市が調査費460万円”. 中日新聞社 2019年2月16日閲覧。

### WEBサイト
1. ↑  “English (Tsuruma Central Library City of Nagoya)｜名古屋市図書館ホームページ”.   名古屋市図書館. 2013年12月3日閲覧。
2. 1 2 3  “昭和60年度 第17回中部建築賞入賞作品” (PDF).   中部建築賞協議会. 2013年9月3日閲覧。
3. 1 2 3 4 5 6 7 8  “名古屋市図書館のあゆみ”.   名古屋市図書館. 2017年1月22日閲覧。
4. 1 2 3 4 5 6 7  “名古屋市立図書館年報（平成28年版）” (PDF).   名古屋市図書館. 2016年1月16日閲覧。
5. ↑  “名古屋市図書館条例”. 2017年1月22日閲覧。

ウィキソースに名古屋市図書館条例の原文があります。
6. ↑  名古屋市立図書館. “名古屋市図書館100周年記念事業”. 2023年2月11日閲覧。
7. 1 2 3  名古屋市鶴舞中央図書館. “鶴舞中央図書館施設案内”. 2017年1月22日閲覧。
8. ↑  “鶴舞中央図書館店”.   スガキヤ. 2017年1月17日閲覧。
9. 1 2 3 4 5  名古屋市鶴舞中央図書館. “点字文庫”. 2017年1月22日閲覧。
10. 1 2 3 4  名古屋市鶴舞中央図書館. “国際交流”. 2017年1月22日閲覧。
11. 1 2 3 4 5 6 7 8 9 10 11 12 13 14 15 16 17 18 19 20 21 22 23 24 25  名古屋市鶴舞中央図書館. “コレクション”. 2017年1月22日閲覧。
12. 1 2 3  名古屋市鶴舞中央図書館. “はじめての方へ（利用案内）”. 2015年2月15日閲覧。
13. 1 2 3 4  名古屋市鶴舞中央図書館. “開館時間と休館日”. 2017年1月17日閲覧。
14. 1 2  名古屋市鶴舞中央図書館. “鶴舞中央図書館”. 2017年1月22日閲覧。